# Semiasse minore

b è il semiasse minore dell'ellisse.

In geometria, il semiasse minore è un segmento associato alla maggior parte delle sezioni coniche (ossia, alle ellissi e alle iperboli). Un estremo del segmento è il centro della sezione conica, ed è ad angolo retto con il semiasse maggiore. È uno degli assi di simmetria della curva: in un'ellisse, quello più corto; in un'iperbole, quello che non interseca l'iperbole stessa.

## Ellisse
Il semiasse minore di un'ellisse è una metà dell'asse minore, che corre dal centro, a metà e perpendicolare alla linea che unisce i fuochi, al bordo dell'ellisse. L'asse minore è la linea più lunga che corre perpendicolare all'asse maggiore.
È legato al semiasse maggiore {\displaystyle a} attraverso l'eccentricità {\displaystyle e} e il semilato retto {\displaystyle l}, nel modo seguente:
{\displaystyle b=a{\sqrt {1-e^{2}}}}
{\displaystyle al=b^{2}}.
Una parabola può essere ottenuta come limite di una sequenza di ellissi dove un fuoco è tenuto fisso mentre l'altro può allontanarsi arbitrariamente in una direzione, tenendo fisso l. Così a e b tendono all'infinito, a più velocemente di b.

## Iperbole
L'asse trasversale di un'iperbole, talvolta chiamato asse maggiore, è il segmento che unisce i due fuochi (F ed F`). Esso interseca entrambi i rami dell'iperbole in corrispondenza dei punti di inversione, chiamati vertici dell'iperbole. L'asse coniugato di un'iperbole biseca l'asse trasversale; è la stessa direzione (perpendicolare all'asse trsversale) del semiasse minore.
Nell'iperbole con il centro nel centro del piano cartesiano: O(0;0), e i vertici sull'asse delle ascisse, si trova l'asse trasversale facendo: 2 per (radice di a^2 + b^2)
Il semiasse minore di un'iperbole è il segmento condotto da un vertice, lungo la tangente, a ciascun asintoto; la sua lunghezza è b in questa equazione dell'iperbole riferita ai suoi assi (x,y):
{\displaystyle {\frac {x^{2}}{a^{2}}}-{\frac {y^{2}}{b^{2}}}=1.}
È legato al semiasse maggiore {\displaystyle a} attraverso l'eccentricità {\displaystyle e}, nel modo seguente:
{\displaystyle b=a{\sqrt {e^{2}-1}}.}
Notare che in un'iperbole b può essere più grande di a.